# جائزة اسبكيته
جائزة اسبكيته للأدب هي جائزة أدبية ألمانية تأسست عام 1979،وتُمنح سنويًا لأفضل رواية نثرية أولى تُنشر باللغة الألمانية. ترعى هذه الجائزة قناة ZDF عبر برنامجها الثقافي "اسبكيته"، وتهدف إلى تسليط الضوء على المواهب الأدبية الجديدة ودعم الكتّاب الشباب في بداية مسيرتهم الأدبية. تتألف لجنة التحكيم من نقاد أدب من ألمانيا والنمسا وسويسرا، ويُمنح الفائز مبلغًا ماليًا قيمته 10,000 يورو. وتُعتبر الجائزة منصة مهمة لاكتشاف وجوه أدبية بارزة مثل هيرتا مولر، التي نالت لاحقًا جائزة نوبل في الأدب.

## أسماء الحاصلين على الجائزة
توماس هورليمان، إنجو شولتسه، زي جيني، شتيفان توم، أويجن رونجي، وهانز يوزيف أورتهايل، بوشنر فيليسيتاس هوبى، هيرتا مولر.
1. ↑  شيركو فتاح، شيركو (1 يناير 2009). في أرض على الحدود. ترجمة: عادل، علا (ط. 1nd). القاهرة: الهيئة المصرية العامة للكتاب. ISBN:I.S.B.N-978-977-421-173-0. {{استشهاد بكتاب}}: تأكد من صحة |isbn= القيمة: حرف غير صالح (مساعدة)صيانة الاستشهاد: التاريخ والسنة (link)
2. ↑  "aspekte-Literaturpreis | Literaturpreis Gewinner" (بالألمانية). Archived from the original on 2025-04-22. Retrieved 2025-06-13.
3. 1 2  "الجوائز الأدبية الألمانية". @GI_weltweit. مؤرشف من الأصل في 2024-09-11. اطلع عليه بتاريخ 2025-06-13.